# 巴塔鬍鯰
巴塔鬍鯰，為輻鰭魚綱鯰形目塘虱魚科的其中一種，分布於亞洲馬來西亞Pulau Tioman淡水流域，體長可達30.5公分，棲息在岩石底質、水流快速的溪流底層水域，以小魚、甲殼類為食，生活習性不明。

## 扩展阅读
維基物種上的相關：巴塔鬍鯰